# Abraham Lincoln Birthplace National Historical Park
L'Abraham Lincoln Birthplace National Historical Park protège deux sites agricoles distincts dans le comté de LaRue, dans l'État américain du Kentucky, où Abraham Lincoln, le 16e président des États-Unis est né et a vécu étant enfant.
À l'automne 1808, Thomas et Nancy Lincoln s'installent dans la ferme de Sinking Spring. Deux mois plus tard, le 12 février 1809, Abraham Lincoln naquit dans une petite cabane en rondins. Aujourd'hui ce site porte l'adresse  2995 Lincoln Farm Road à Hodgenville dans le Kentucky. La cabane, symbolique, est conservée dans un édifice commémoratif bâti en 1911. Lincoln a vécu à Sinking Spring jusqu'à l'âge de deux ans, avant de déménager avec sa famille dans une autre ferme à quelques kilomètres au nord dans la ferme de Knob Creek (également protégée) où il a vécu jusqu'à l'âge de sept ans.

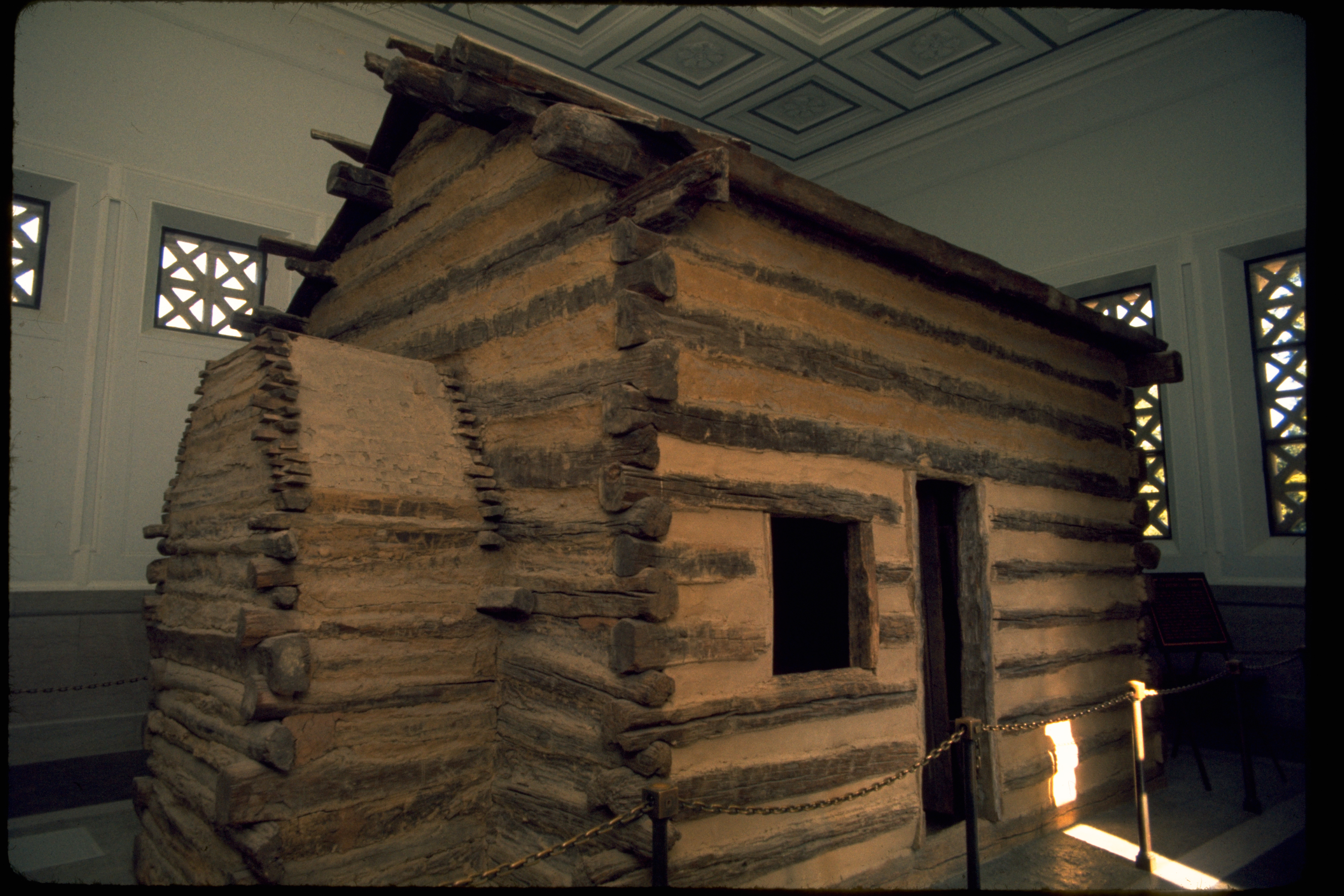
La cabane où Abraham Lincoln est né.